# Lumisterol
Lumisterol ist eine Verbindung, die zur Vitamin-D-Familie der Steroidverbindungen gehört. Es ist das (9β,10α)-Stereoisomer von Ergosterol und entstand als photochemisches Nebenprodukt bei der Herstellung von Vitamin D1, das ein Gemisch aus Vitamin D2 und Lumisterol war. Vitamin D2 kann aus Lumisterol durch eine elektrozyklische Reaktion und anschließende sigmatrope [1,7]-Hydridverschiebung gebildet werden.
Lumisterol hat ein Analogon auf Basis von 7-Dehydrocholesterin, das als Lumisterol 3 bekannt ist.